# 普克瑟
普克瑟（法語：Pouxeux，法語發音：[puksø] ⓘ）是法国大东部大区孚日省的一个市镇，位于该省中部，省会埃皮纳勒市区东南，摩泽尔河左岸，属于埃皮纳勒区和埃皮纳勒城市圈公共社区。

## 地理
普克瑟（48°6'28"N, 6°33'59"E）面积14.36 平方千米，位于法国大東部大區孚日省，该省份为法国东北部内陆省份，北起默兹省和默尔特-摩泽尔省，西接上马恩省，南至上索恩省和贝尔福地区省，东临上莱茵省和下莱茵省。
与普克瑟接壤的市镇（或旧市镇、城区）包括：圣纳博尔、阿尔什、阿尔谢特、埃卢瓦、雅梅尼勒、拉翁欧布瓦。
普克瑟的时区为UTC+01:00、UTC+02:00（夏令时）。

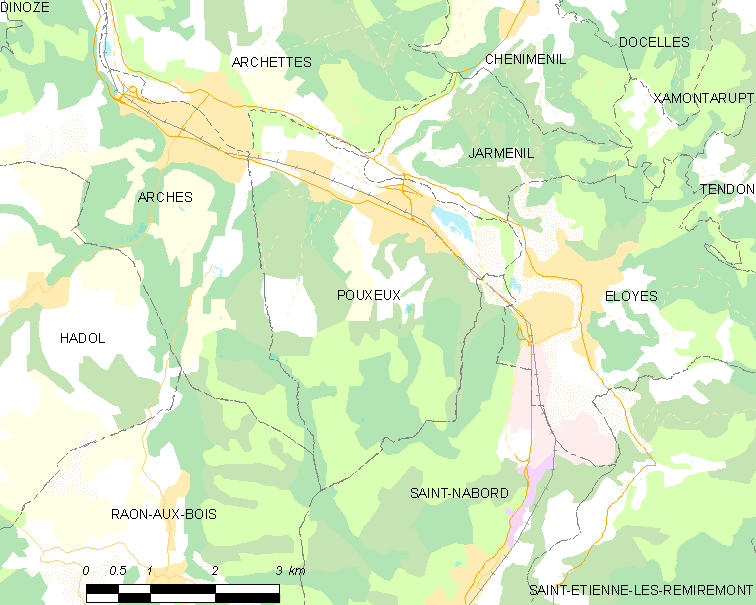
普克瑟的OSM定位图

## 行政
普克瑟的邮政编码为88550，INSEE市镇编码为88358。

## 政治
普克瑟所属的省级选区为勒米尔蒙县。

## 交通
法国国道N57线（快速公路）经过境内并设有出入口。普克瑟站停靠往返于南锡和勒米尔蒙之间的区域列车。

## 人口

1962-2008年间普克瑟人口变化图示

普克瑟于2022年1月1日时的人口数量为1952人。